# Villafáfila
Villafáfila község Spanyolországban,  Zamora tartományban. Villafáfila Cañizo, Castronuevo, Villalba de la Lampreana, Villarrín de Campos, Santovenia, Villaveza del Agua, San Agustín del Pozo, Revellinos, Villárdiga és San Martín de Valderaduey községekkel határos. Lakosainak száma 440 fő (2024).

## Népesség
A település népessége az utóbbi években az alábbiak szerint változott:
| Lakosok száma | 665  | 628  | 597  | 582  | 567  | 525  | 493  | 478  | 458  | 440  |
|               | 2001 | 2004 | 2007 | 2009 | 2012 | 2014 | 2017 | 2019 | 2022 | 2024 |